# Miss USA 2020
Miss USA 2020 là cuộc thi Hoa hậu Hoa Kỳ lần thứ 69. Được tổ chức tại Trung tâm Triển lãm và Âm nhạc tại Graceland ở Memphis, Tennessee vào ngày 9 tháng 11 năm 2020. Cheslie Kryst đã trao vương miện cho cô Asya Branch đến từ Mississippi là người kế nhiệm khi kết thúc sự kiện. Branch là người Mỹ gốc Phi thứ hai liên tiếp giành được danh hiệu này và là người thứ tư trong vòng 5 năm. Đây là chiến thắng đầu tiên của Mississippi tại Hoa hậu Mỹ. Branch đại diện cho Hoa Kỳ tại Hoa hậu Hoàn vũ 2020 và dừng chân tại Top 21.
Cuộc thi dự kiến tổ chức vào mùa xuân năm 2020 và ban đầu được phát sóng trên Fox, cuộc thi đã bị hoãn vô thời hạn do Đại dịch COVID-19. Ngày 31/8, Tổ chức Hoa hậu Hoàn vũ thông báo cuộc thi sẽ được tổ chức vào ngày 9/11 cùng năm.
FYI là đài truyền hình mới của cuộc thi, thay thế Fox, đài đã phát sóng cuộc thi từ năm 2016. Chương trình được phát sóng lại vào ngày 18 tháng 11 năm 2020 trên YouTube. Đây là năm đầu tiên sử dụng vương miện mới do thợ kim hoàn Mouawad chế tạo được sử dụng tại Hoa hậu Hoa Kỳ, loại bỏ Vương miện Mikimoto.
Năm thứ ba liên tiếp, cuộc thi được tổ chức đồng thời với cuộc thi Miss Teen USA. Đây là cuộc thi Hoa hậu Mỹ cuối cùng được tổ chức bởi Tổ chức Hoa hậu Hoàn vũ trước khi được tách thành tổ chức riêng biệt bắt đầu từ Miss USA 2021.

## Thông tin cuộc thi

### Địa điểm

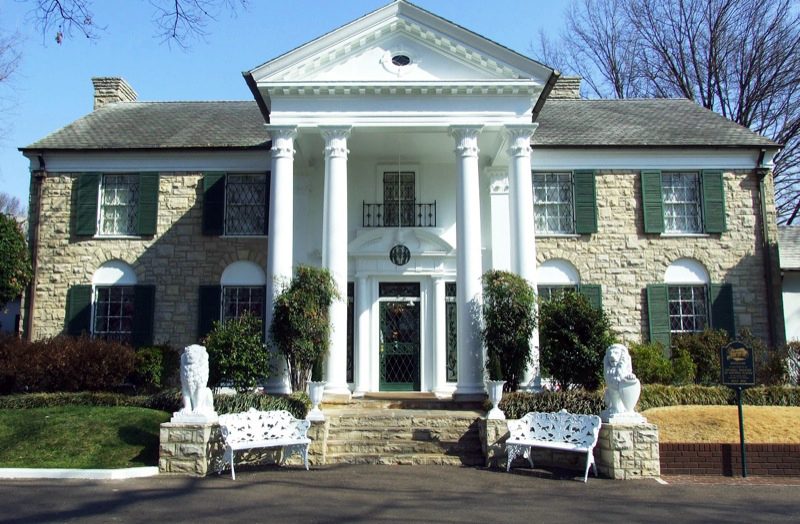
Nơi đăng cai cuộc thi Hoa hậu Hoa Kỳ 2020.

Vào ngày 30 tháng 8 năm 2020, Graceland thông báo về lịch trình của họ rằng cuộc thi sẽ được tổ chức vào ngày 9 tháng 11 tại cơ sở của họ ở Memphis, Tennessee. Đây là lần đầu tiên bang Tennessee trở lại đăng cai cuộc thi kể từ Miss USA 1983.

### Lựa chọn thí sinh
Đại diện từ 50 tiểu bang và Đặc khu Columbia đã được chọn tham gia các cuộc thi cấp bang bắt đầu vào tháng 9 năm 2019 và kết thúc vào tháng 2 năm 2020. Cuộc thi cấp bang đầu tiên là Texas, được tổ chức vào ngày 1 tháng 9 năm 2019, cuộc thi cuối cùng là Kentucky, được tổ chức vào ngày 1 tháng 2 năm 2020. 9 trong số những đại diện này từng chiến thắng bang Miss Teen USA, 6 trong số họ từng chiến thắng tiểu bang Miss America, 1 đại diện từng chiến thắng Miss America's Outstanding Teen và 1 đại diện là cựu Hoa hậu Trái đất Hoa Kỳ đã tham gia tại Hoa hậu Trái Đất 2017.
Rachel Slawson, Hoa hậu Utah Hoa Kỳ 2020, trở thành người phụ nữ LGBT công khai đầu tiên tranh tài tại Hoa hậu Hoa Kỳ; Slawson tự nhận mình là người đồng tính. Một người sở hữu danh hiệu cấp bang đã được chỉ định làm người thay thế sau khi người chiến thắng ban đầu không thể cạnh tranh. Katie Bozner, Hoa hậu Wyoming Hoa Kỳ 2020 ban đầu đã từ bỏ danh hiệu 3 tuần trước Hoa hậu Hoa Kỳ 2020 do nghĩa vụ học tập ở trường đo thị lực. Cô được thay thế bởi Lexi Revelli, Á hậu 1 của cuộc thi Hoa hậu Wyoming Hoa Kỳ 2020.

### Sự hạn chế về COVID-19
Cuộc thi bị ảnh hưởng nặng nề bởi đại dịch Covid-19. Các hạn chế được thực hiện bao gồm chỉ có 300 khán giả cho cả vòng thi sơ loại và vòng chung kết, đồng thời kiểm tra nhiệt độ hàng ngày, xét nghiệm COVID-19 và các biện pháp giãn cách xã hội đối với thí sinh và nhân viên. Nêu 1 đại diện có kết quả xét nghiệm dương tính với COVID-19, cô ấy sẽ tự động rút lui khỏi cuộc thi, dẫn đến tất cả các đại biểu đều có kết quả xét nghiệm âm tính trước khi đến Memphis. Các sự kiện trực tiếp khác như các hoạt động trước cuộc thi đã bị hủy bỏ, bao gồm cả các cuộc họp báo từ các bình luận viên cuộc thi.

## Kết quả

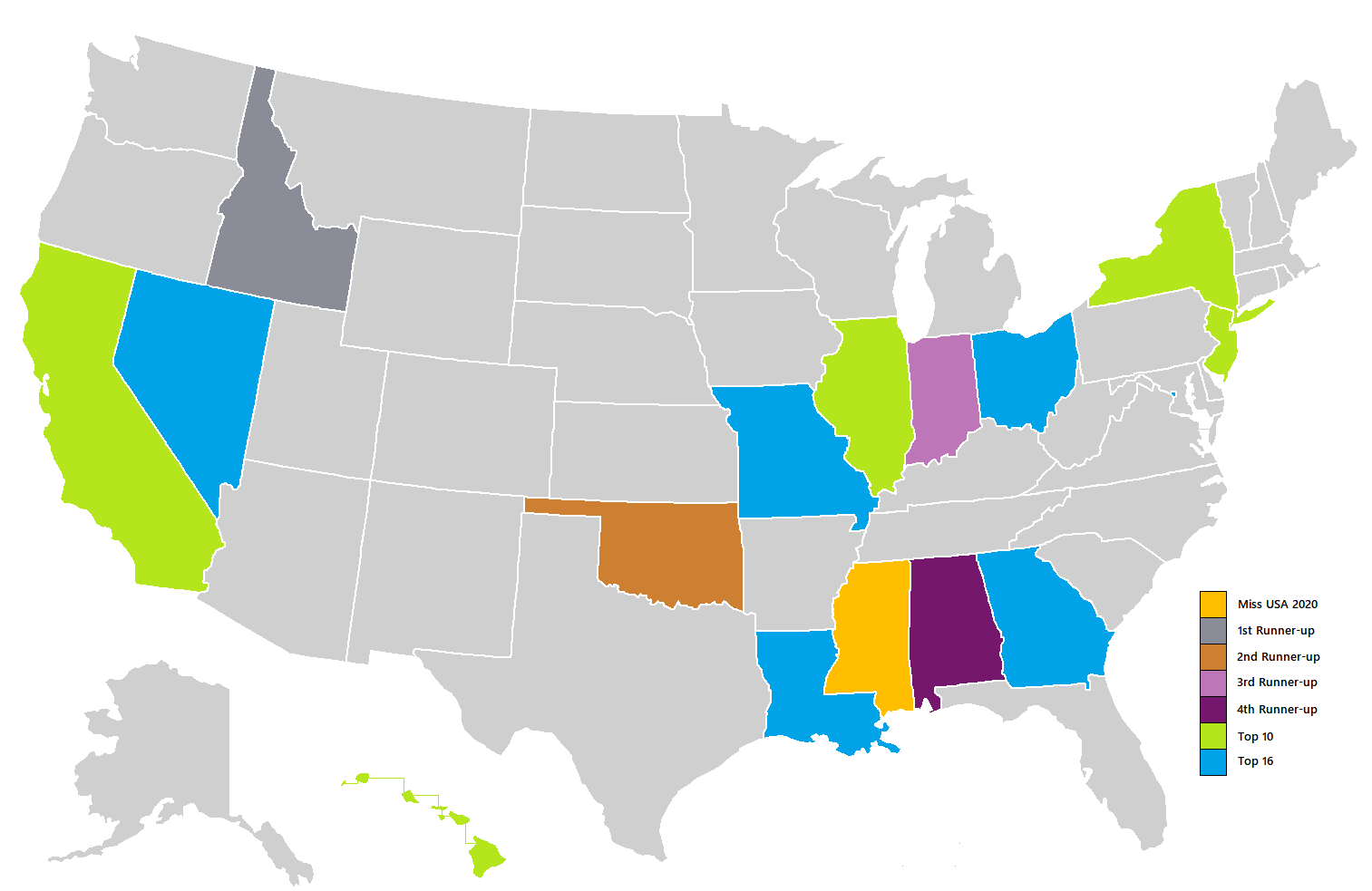
Kết quả của Hoa hậu Hoa Kỳ 2020.

### Thứ hạng
| Kết quả       | Thí sinh |
| ------------- | --- |
| Miss USA 2020 | - Mississippi – Asya Branch |
| Á hậu 1       | - Idaho – Kim Layne |
| Á hậu 2       | - Oklahoma – Mariah Jane Davis |
| Á hậu 3       | - Indiana – Alexis Lete |
| Á hậu 4       | - Alabama – Kelly Hutchinson |
| Top 10        | - California – Allyshia Gupta - Hawaii – Samantha Neyland - Illinois – Olivia Pura - New Jersey – Gina Mellish - New York – Andreia Gibau                                          |
| Top 16        | - Đặc khu Columbia – Cierra Jackson - Georgia – Alyssa Beasley - Louisiana – Mariah Clayton - Missouri – Megan Renee Kelly - Nevada – Victoria Olona § - Ohio – Sthephanie Miranda |

§: Thí sinh được vào top 16 nhờ bình chọn qua mạng.

### Thứ tự công bố
| 1. New Jersey 2. Idaho 3. Alabama 4. Louisiana 5. Mississippi 6. Missouri 7. Ohio 8. Đặc khu Columbia 9. Oklahoma 10. Indiana 11. New York 12. Georgia 13. California 14. Illinois 15. Nevada 16. Hawaii | 1. Mississippi 2. Illinois 3. Hawaii 4. Oklahoma 5. Alabama 6. California 7. Indiana 8. Idaho 9. New York 10. New Jersey | 1. Oklahoma 2. Mississippi 3. Indiana 4. Idaho 5. Alabama |

### Giải thưởng đặc biệt
| Giải phưởng        | Thí sinh                    |
| ------------------ | --------------------------- |
| Hoa hậu Thân thiện | Washington – Imani Blackmon |

## Cuộc thi

### Format
Lần đầu tiên kể từ 2012, số lượng người lọt vào vòng chung kết tăng lên 16 người so với 15 người vào những năm trước. Kết quả của phần thi sơ khảo - bao gồm phần thi áo tắm, trang phục dạ hội và phần phỏng vấn kín đã xác định 15 thí sinh lọt vào bán kết đầu tiên tiến vào vòng thi đầu tiên. Người lọt vào chung kết thứ 16 được xác định thông qua cuộc bình chọn trực tuyến từ người xem. Ở phần chung kết, top 16 thi áo tắm và top 10 thi trang phục dạ hội. Thể thức top 5 lần đầu tiên quay trở lại kể từ Miss USA 2015, nơi 5 thí sinh lọt vào vòng chung kết thể hiện ở hai vòng hỏi đáp. Người chiến thắng và các á hậu được xác định bởi ban giám khảo.

### Giám khảo
- Carolyn Aronson – Nữ doanh nhân và nhà tạo mẫu tóc[14]
- Lynnette Cole – Miss USA 2000 đến từ Tennessee[14]
- Abby Hornacek – Nhà báo và nhân vật truyền thông của Fox Nation[14]
- Gloria Mayfield Banks – diễn giả truyền cảm hứng, tác giả và doanh nhân[14]
- Kimberly Pressler – Miss USA 1999 đến từ New York[14]
- Susan Yara – Nữ doanh nhân và là Người nổi tiếng trên mạng[14]

## Thí sinh
51 thí sinh đã cạnh tranh cho danh hiệu.
| Bang             | Thí sinh              | Tuổi | Quê quán         | Ghi chú |
| ---------------- | --------------------- | ---- | ---------------- | --- |
| Alabama          | Kelly Hutchinson      | 23   | Auburn           | Trước đây là Miss Georgia's Outstanding Teen 2013 |
| Alaska           | Hannah Carlile        | 25   | Fairbanks        | |
| Arizona          | Yesenia Vidales       | 24   | Phoenix          | |
| Arkansas         | Haley Pontius         | 24   | Houston          | |
| California       | Allyshia Gupta        | 26   | Los Angeles      | |
| Colorado         | Emily DeMure          | 22   | Boulder          | Sau này là Hoa hậu Hoà bình Hoa Kỳ 2022 |
| Connecticut      | Chelsea Demby         | 24   | Farmington       | |
| Delaware         | Katie Guevarra        | 27   | Middletown       | |
| Đặc khu Columbia | Cierra Jackson        | 28   | Washington, D.C. | Trước đây là Hoa hậu Đặc khu Columbia 2016 |
| Florida          | Monique Evans         | 28   | Naples           | Trước đây là Hoa hậu Texas 2014 |
| Georgia          | Alyssa Beasley        | 22   | Brunswick        | Trước đây là Hoa hậu Georgia 2017 |
| Hawaii           | Samantha Neyland      | 24   | Honolulu         | Người Mỹ gốc Phi đầu tiên chiến thắng Hoa hậu Hawaii Hoa Kỳ Trước đây là Hoa hậu Tuổi Teen Hoa Kỳ Hawaii 2013                                            |
| Idaho            | Kim Layne             | 26   | Nampa            | Trước đây là Hoa hậu Tuổi Teen Hoa Kỳ Idaho 2012 |
| Illinois         | Olivia Pura           | 22   | Chicago          | Trước đây là Hoa hậu Tuổi Teen Hoa Kỳ Illinois 2016 |
| Indiana          | Alexis Lete           | 24   | New Albany       | |
| Iowa             | Morgan Kofoid         | 23   | Leon             | Trước đây là Hoa hậu Tuổi Teen Hoa Kỳ Iowa 2013 |
| Kansas           | Hayden Brax           | 21   | Leawood          | |
| Kentucky         | Lexie Iles            | 24   | Louisville       | |
| Louisiana        | Mariah Clayton        | 24   | Zachary          | |
| Maine            | Julia Van Steenberghe | 22   | Old Town         | |
| Maryland         | Taelyr Robinson       | 28   | Annapolis        | Được đóng vai chính trong phim truyền hình Vườn nho |
| Massachusetts    | Sabrina Victor        | 23   | Brockton         | |
| Michigan         | Chanel Johnson        | 27   | Detroit          | |
| Minnesota        | Taylor Fondie         | 22   | Blaine           | Cựu đội cổ vũ của Minnesota Vikings |
| Mississippi      | Asya Branch           | 22   | Booneville       | Người Mỹ gốc Phi đầu tiên chiến thắng Hoa hậu Mississippi Hoa Kỳ Trước đây là Hoa hậu Mississippi 2018                                                   |
| Missouri         | Megan Renee Kelly     | 24   | Kansas City      | |
| Montana          | Merissa Underwood     | 28   | Missoula         | |
| Nebraska         | Megan Swanson         | 27   | Omaha            | Trước đây là Hoa hậu Nebraska 2014 Chị gái của Allie Swanson, Hoa hậu Nebraska 2019                                                                      |
| Nevada           | Victoria Olona        | 27   | Las Vegas        | Chiến thắng bình chọn qua mạng |
| New Hampshire    | Alyssa Fernandes      | 26   | Merrimack        | |
| New Jersey       | Gina Mellish          | 21   | Oceanport        | Trước đây là Hoa hậu Tuổi Teen Hoa Kỳ New Jersey 2016 |
| New Mexico       | Cecilia Rodriguez     | 28   | Las Cruces       | |
| New York         | Andreia Gibau         | 25   | Brooklyn         | Trước đây là Hoa hậu Trái Đất Hoa Kỳ 2017 |
| Bắc Carolina     | Jane Axhoj            | 22   | Charlotte        | Trước đây là Hoa hậu Tuổi Teen Hoa Kỳ Bắc Carolina 2015                                                                                                  |
| Bắc Dakota       | Macy Christianson     | 24   | Minot            | Trước đây là Hoa hậu Bắc Dakota 2016 |
| Ohio             | Sthephanie Miranda    | 26   | Campbell         | Sau này là Top 6 tại Hoa hậu Hoàn vũ Puerto Rico 2021 Sau này là Hoa hậu Hoà bình Hoa Kỳ 2023                                                            |
| Oklahoma         | Mariah Jane Davis     | 24   | Norman           | |
| Oregon           | Katerina Villegas     | 27   | Hillsboro        | |
| Pennsylvania     | Victoria Piekut       | 24   | Pittsburgh       | |
| Rhode Island     | Jonét Nichelle        | 25   | North Providence | Cựu thành viên đội cổ vũ yêu nước New England |
| Nam Carolina     | Hannah Jane Curry     | 21   | Greenville       | |
| Nam Dakota       | Kalani Jorgensen      | 26   | Sioux Falls      | Trước đây là Hoa hậu Tuổi Teen Hoa Kỳ Nam Dakota 2012 |
| Tennessee        | Justice Enlow         | 26   | Nashville        | |
| Texas            | Taylor Kessler        | 24   | Houston          | |
| Utah             | Rachel Slawson        | 25   | Provo            | Người phụ nữ LGBT công khai đầu tiên tham gia Hoa hậu Hoa Kỳ Sau này là Hoa hậu Hoà bình Ireland 2023                                                    |
| Vermont          | Shannah Weller        | 24   | Middlebury       | |
| Virginia         | Susie Evans           | 27   | Poquoson         | Trước đây là Hoa hậu Tuổi Teen Hoa Kỳ Virginia 2011 Người chiến thắng sau này của mùa 26 The Bachelor                                                    |
| Washington       | Imani Blackmon        | 25   | Tacoma           | Trước đây là Hoa hậu Tuổi Teen Hoa Kỳ Washington 2013 |
| Tây Virginia     | Charlotte Bellotte    | 26   | Charles Town     | |
| Wisconsin        | Gabriella Deyi        | 28   | Madison          | |
| Wyoming          | Lexi Revelli          | 26   | Lyman            | Ban đầu là Á hậu 1, nhưng đã đảm nhận danh hiệu này sau khi người chiến thắng Katie Bozner từ bỏ danh hiệu ba tuần trước Hoa hậu Mỹ do nhiệm vụ học tập. |